# Phyllanthus microcarpus
Phyllanthus microcarpus är en emblikaväxtart som först beskrevs av George Bentham, och fick sitt nu gällande namn av Johannes Müller Argoviensis. Phyllanthus microcarpus ingår i släktet Phyllanthus och familjen emblikaväxter. Inga underarter finns listade i Catalogue of Life.